# Haldorus australis
Haldorus australis är en insektsart som beskrevs av Delong 1926. Haldorus australis ingår i släktet Haldorus och familjen dvärgstritar. Inga underarter finns listade i Catalogue of Life.